# Ronnie Lester
Ronnie Lester (ur. 1 stycznia 1959 w Canton) – amerykański koszykarz, występujący na pozycji rozgrywającego, mistrz NBA z 1985 roku, po zakończeniu kariery sportowej pracował m.in. jako skaut w klubach Los Angeles Lakers (1987–2001), Phoenix Suns (2013–2015) oraz asystent generalnego menadżera (Lakers – 2001–2011).

## Osiągnięcia
Na podstawie, o ile nie zaznaczono inaczej.
NCAA
- Uczestnik rozgrywek:
  - final four turnieju NCAA (1980)
  - turnieju NCAA (1979, 1980)
- Mistrz sezonu regularnego konferencji Big 10 (1979)
- Zaliczony do:
  - II składu All-American –  (1979 przez AP)
  - III składu All-American –  (1979 przez NABC, UPI)
- Uczelnia Iowa zastrzegła należący do niego numer 12

NBA
- Mistrz NBA (1985)[3]

Reprezentacja
- Mistrz igrzysk panamerykańskich (1979)[4]